# エルネスト・ガイゼル
エルネスト・ベックマン・ガイゼル（Ernesto Beckmann Geisel, ポルトガル語発音: [eɾnɛstu ˈbɛkmɐ̃ ˈɡajzew]、ドイツ語発音: [ɛɐ̯ˈnesto ˈbɛkman ˈɡaɪzl̩] 1907年8月3日 - 1996年9月12日）は、ブラジルの陸軍将校、政治家。ブラジル軍事政権時代の1974年から1979年までブラジルの大統領を務めた。

## 幼少期の生活と家族
エルネスト・ガイゼルはリオグランデ・ド・スル州のベント・ゴンサルベスで生まれた。父親は1883年に16歳でブラジル帝国に移住したヘルボルン出身のドイツ系ブラジル人教師、ギルヘルメ・アウグスト・ガイゼル（ドイツ名ヴィルヘルム・アウグスト・ガイゼル）。母親は主婦のリディア・ベックマン（Lydia Beckmann）で、オスナブリュック出身のドイツ人両親のもと、ブラジルのチュートーニア（Teutônia）で生まれた。
エルネストが育ったベント・ゴンサルベスでは、人口の大部分がイタリアからの移民で構成されているのに対し、ドイツ系の家族はガイゼルとドレヘル（ドレハー）の2家だけであった。 ガイゼルは幼少期の地元イタリア移民との触れ合いを回想しながら、ドイツ系の両親が課した厳格な教育と、彼が尊敬していたイタリア系の友人たちの自由でリラックスした生き方との間にある文化的な対比について述べている。
ガイゼルはルーテル派の家庭で育ち（ブラジル福音ルーテル教会に属し、祖父は牧師であった）、下位中産階級家庭の出身であると主張していた。ガイゼルは教師になるほどポルトガル語が得意だった父親が、子供たちに外国訛りのポルトガル語を話させたくなかったため、家庭ではドイツ語とポルトガル語を話していた。成人後のガイゼルはドイツ語を理解できるものの、書く事はできず、話す事も多少の困難があると述べた。
エルネスト・ガイゼルは1940年に陸軍大佐の娘ルーシー・マルクスと結婚した。2人の間には娘のアマリア・ルーシー（後に大学教授となる）と息子のオルランドがいたが、1957年に列車事故で死亡したため、ガイゼルは衝撃から完全には回復しなかった。彼の未亡人は2000年3月に自動車事故で亡くなっている。

## 軍歴

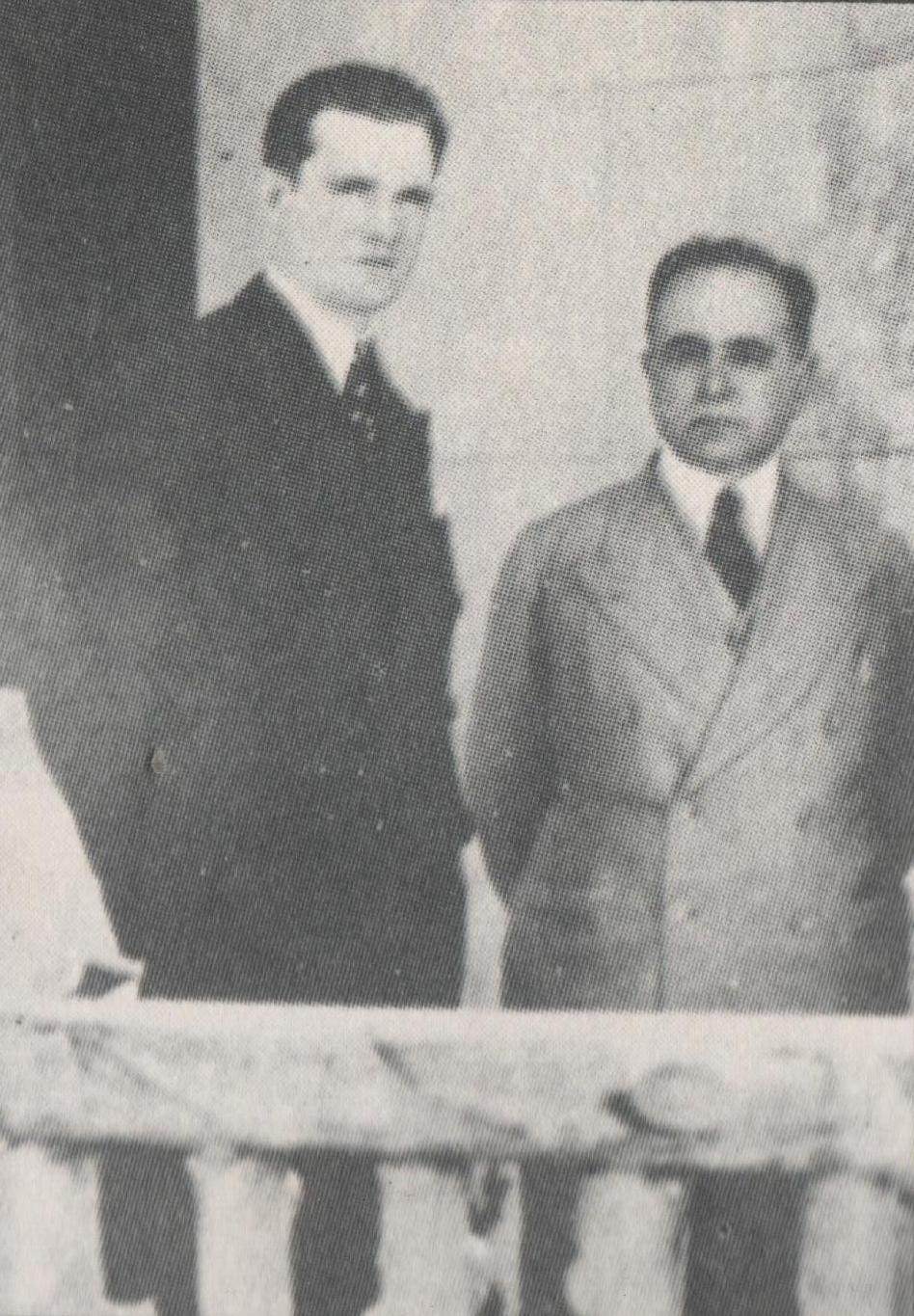
ガイゼルとジェトゥリオ・ドルネレス・ヴァルガス大統領、1940年

ガイゼルは兄のオルランド（1905年-1979年、エミリオ・ガラスタズ・メディシ政権で陸軍大臣となる）と共に1921年に入隊し、1925年にポルト・アレグレの陸軍高等学校を首席で卒業した。彼はレアレンゴ士官学校（Escola Militar do Realengo）で高等軍事教育を受け、1928年、クラスで初の卒業者となった後、士官候補生として砲兵隊に参加した。1930年に中尉に昇進。
ガイゼルは、1930年の革命、エスタード・ノボのジェトゥリオ・ドルネレス・ヴァルガス独裁政権、1945年の政権転覆など、20世紀ブラジルの歴史の中で最も重要な出来事を目撃、参加した。ガイゼルはウルグアイ（1946-47年）で駐在武官を務めた。
1960年に准将に昇格したガイゼルは、左派のジョアン・グラール大統領を失脚させた1964年の軍事クーデターに参加した。ガイゼルはクーデターで重要な役割を果たし、1964年から1967年までウンベルト・デ・アレンカール・カステロ・ブランコ大統領の軍参謀長に就任した。
1964年には中将に昇進し、1966年には最高位の4つ星大将に昇格した。1969年には国営石油会社ペトロブラスの社長に就任した
。

## 大統領時代（1974年-1979年）
1973年、エミリオ・ガラスタズ・メディシ大統領はガイゼルを後継者として指名した。ガイゼルに反対する強硬派とかつてのブランコの支持母体で彼を支援する穏健派との間で激しい裏工作が行われていた。ガイゼルにとって幸運な事に、兄のオルランド・ガイゼルは陸軍大臣の地位にあり、彼の側近であるジョアン・フィゲイレド将軍はメディシの軍事参謀長であった。
当時のブラジル大統領は、民主主義の形式を装うため軍の指導下で選出、議会で承認されていた。議会では軍の御用政党である国家革新連盟（ARENA）が圧倒的多数を占めていたため、軍部が選んだ候補者に勝てる可能性はなかった。ブラジル民主運動（MDB）は長年副党首を務めたユリシーズ・ギマランイスを候補者として擁立した。ギマランイスは、ガイゼルの勝利が当然視されている状況を承知の上で、「反候補」を目的に大統領に立候補した。予想通りにガイゼルは圧倒的多数（400-76票、無記名投票21票、棄権6票）で当選、1974年3月15日に5年間の任期で就任した。

### 経済
1968年から1973年まで続いたブラジルの奇跡の間、ブラジル経済は当時世界最高の年率10％以上の成長率だった。
しかし、1973年のオイルショックにより、ブラジル経済の成長率は年率5-6％にまで落ち込む。石油の多くを輸入に依存していたため、ブラジルの対外債務は増加し始めた。この戦略は成長促進には効果的であったが、ブラジルの輸入需要は著しく増加し、すでに巨額の経常赤字を拡大させた。外債を積み上げることで経常収支を賄ったのである。輸入代替工業化と輸出拡大の相乗効果により、最終的には貿易黒字が拡大し、対外債務の返済が可能になると予想されていた。
ガイゼル大統領は、1973年オイルショックの影響に対処する一方、高い経済成長率の維持に努めた。ガイゼル大統領は、高速道路、電気通信、水力発電ダム、鉱物採掘、工場、原子力などのインフラへの大規模投資を維持。国家主義者の反対を押し切って、1950年代初頭以来初めて石油採掘を外国企業に開放した。

### 独裁政治の緩和
ガイゼルは政治的な反対派に対し、前任者に比べ穏健な姿勢をとった。大統領首席補佐官ゴルベリー・ド・クート・エ・シルバとガイゼルは、強硬派によるすべての脅威と反対にもかかわらず、最終的に成功する事になる緩やかな、ゆっくりした民主化計画を立案した。彼はいくつかの地域の司令官を信頼できる将校に置き換えた。彼は自身の政治計画を権威主義的支配の緩やかな緩和を意味する、abertura（開放）とdistensão（伸長）という言葉で標榜した。彼の言葉を借りれば、「不可欠な安全保障を最低限に抑えつつ、最大限の発展を可能にする」という事であった。1974年の選挙では、野党は以前より多くの票を獲得した。しかし、1975年のウラジーミル・ヘルツォーク殺害事件が示すように、DOI-CODIによる左翼や共産主義者への拷問はまだ続いていた。
1977年から1978年には、大統領の後継者問題が、ガイゼルと強硬派の間にさらなる政治的対立を引き起こした。ガイゼルは1977年4月、ブラジルが「相対的な民主主義」に過ぎない事に着目し、他の野党にも出馬を認めて野党票を分散させる事で、野党であるブラジル民主運動（MDB）の勢力拡大を抑えようとした。10月には、候補者になろうとしていた極右の陸軍大臣シルビオ・クート・コエーリョ・ダ・フロタ将軍を解任した。
1978年、ガイゼルは1964年以来の労働者ストライキと野党MDBの選挙勝利に対処しなければならなかった。1978年12月下旬には、権威主義的な制度法第5条の終了を発表し、亡命した市民の帰還を認め、人身保護法と完全な公民権を回復させ、大統領の臨時権限を廃止し、ジョアン・フィゲイレド将軍を自身の後継者とした上で間接選挙を計画した。
ウィリアム・コルビーが1974年4月11日付けでヘンリー・キッシンジャー米国務長官に送り、2018年に公表されたCIAの覚書が、エルネスト・ガイゼル自身が個人的に許可した100人以上の「破壊分子」の略式処刑を事細かに詳述している。

### 外交政策

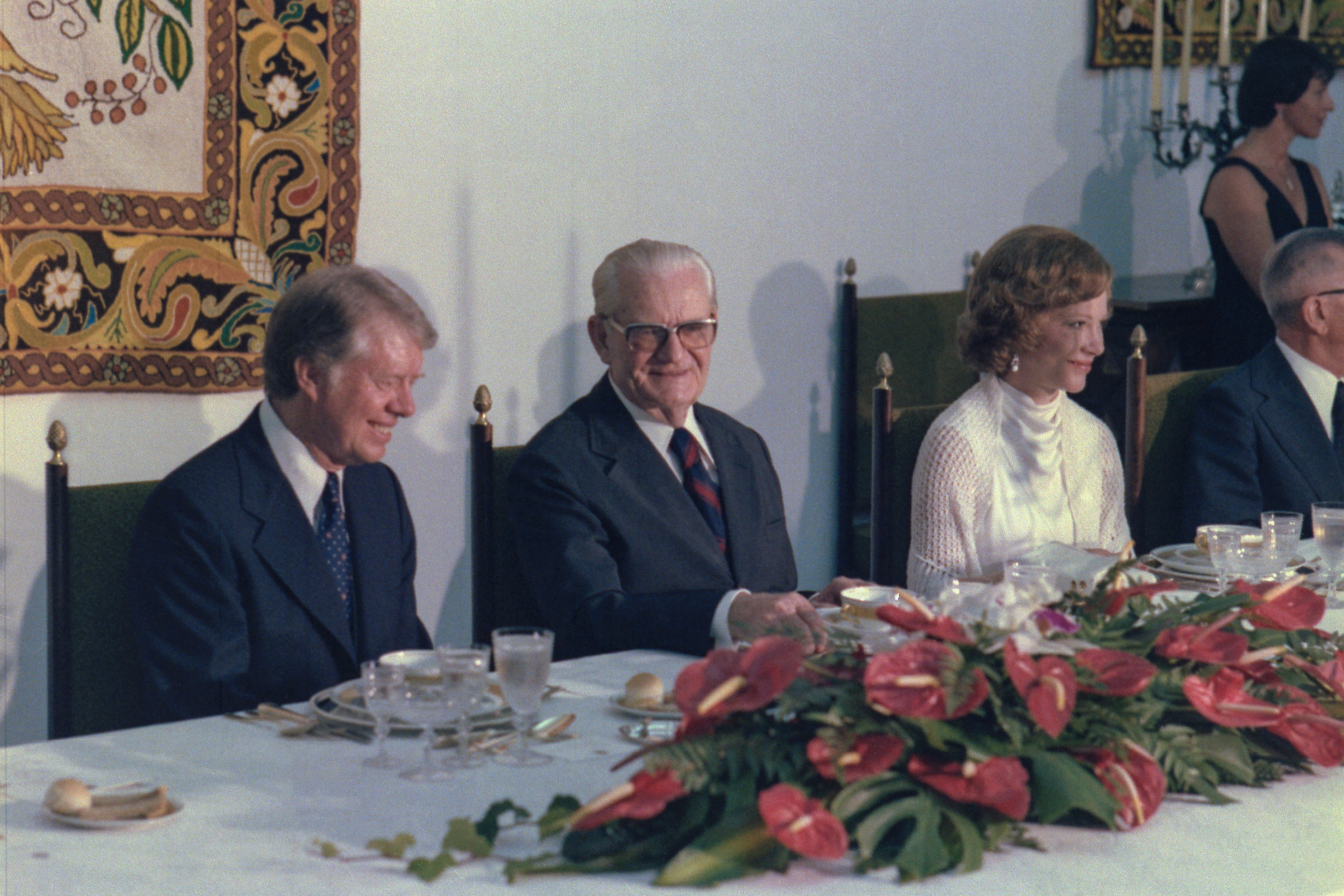
アルボラーダ宮殿における晩餐会でのジミー・カーター米大統領、ロザリン・カーター大統領夫人とガイゼル、1978年3月29日

5年間の政権時代、ガイゼルはより現実的な外交政策を採用した。保守的な反共産主義者であるにもかかわらず、ガイゼルは共産圏に向けた重要な口火を切った。ブラジルは中華人民共和国やアンゴラ、モザンビークの独裁的な社会主義政権と国交を結び、それと同時にブラジリアとワシントンとの距離が縮まっていった。両国は同盟国であることに変わりはなかったが、ガイゼルは新たな同盟関係、さらに重要な事に、世界の他地域、特にアフリカやアジアでの新たな経済機会を求めていた。
ブラジルは経済的需要を満たすために外交政策を転換した。「責任あるプラグマティズム」は、アメリカとの厳格な同盟関係やイデオロギー的な境界線や国家陣営に基づく世界観に取って代わられた。ブラジルは石油の8割を輸入に依存していたため、ガイゼルはイスラエルを消極的に支持していたが、中東問題については中立的な立場をとるようになった。ブラジルはラテンアメリカ、ヨーロッパ、日本に接近していった。1976年には昭和天皇より大勲位菊花章頸飾を授与されている。
1975年の西ドイツとの原子炉建設合意は、カーター政権との対立を生み、カーター政権もガイゼル政権の人権侵害を批判した。カーター政権の強引ぶりや理解不足に不満を抱いたガイゼルは、1977年4月にアメリカとの軍事同盟を破棄した。

## 大統領退任後
元大統領として1980年代を通じて軍部への影響力を維持し、1985年ブラジル大統領の間接選挙ではタンクレード・ネーヴェスを支持、ネーヴェスはパウロ・マルフを破った。ガイゼルの支持はネーヴェスへの軍部の抵抗を弱めた。また、石油化学関連企業ノルキサの社長も務めた。
1997年、ゲトゥリオ・バルガス財団は、私生活、軍事、政治について語ったガイゼルの証言の謄本を発表した。
ガイゼルは大統領職を退いた後、リオデジャネイロのイパネマにあるデブレット・ビルのアパートと、テレソポリスにある彼所有の農場の2か所を往来するようになった。

### 死

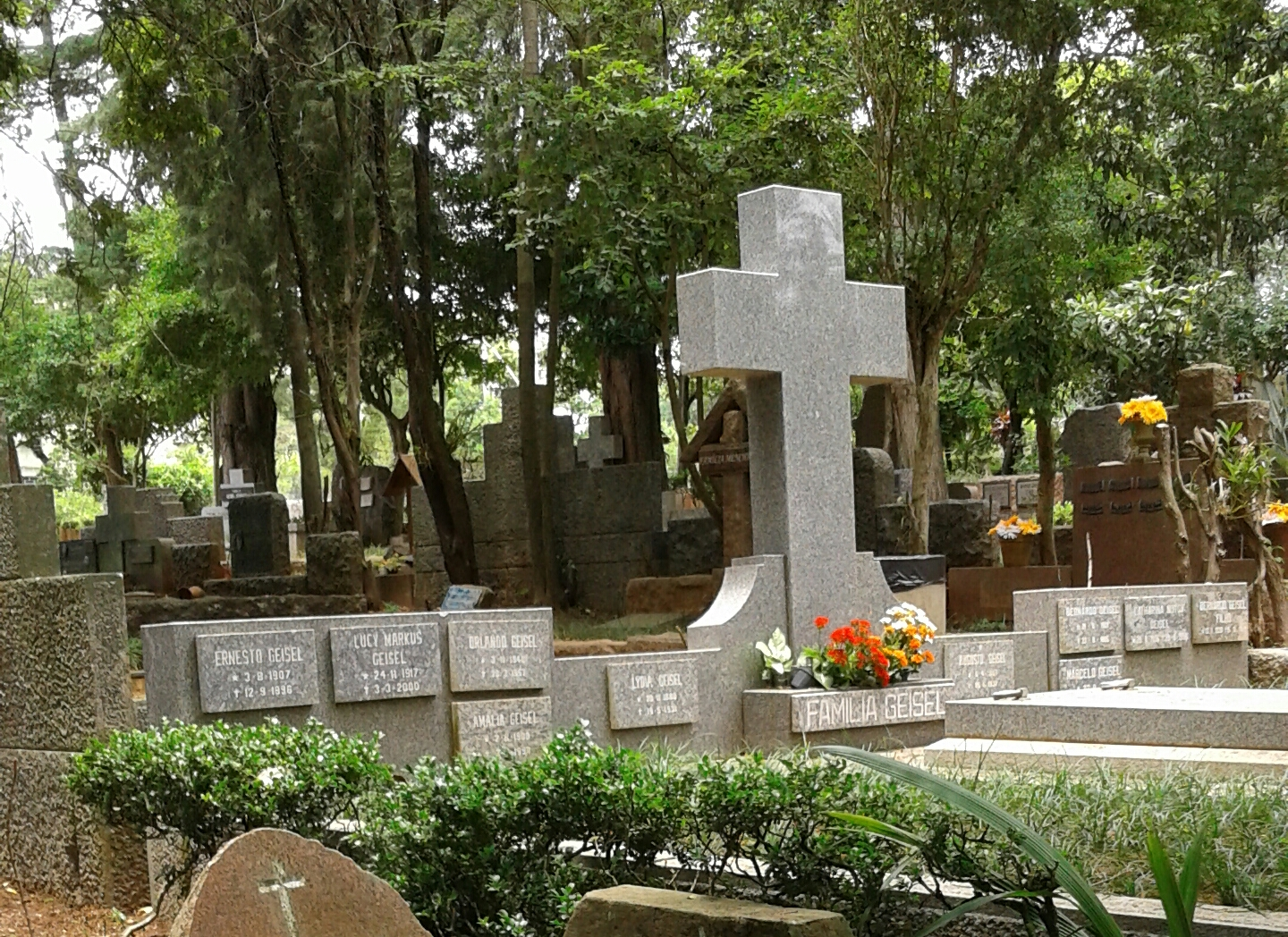
ポルト・アレグレにあるガイゼル夫妻の墓

エルネスト・ガイゼルは1996年9月12日、全身性がんのため89歳で没した。リオデジャネイロのサン・ジョアン・バチスタ墓地に葬られたが、2003年エルネスト・ガイゼルとルーシー・ガイゼルはポルト・アレグレの福音派墓地に改葬された。